# Plymouth (hrabstwo Sheboygan)
Plymouth – miasto w Stanach Zjednoczonych, w stanie Wisconsin, w hrabstwie Sheboygan.